# Grouplove
Grouplove, aussi typographié GROUPLOVE, est un groupe de rock alternatif américain, originaire de Los Angeles, en Californie. Formé en 2009, il est composé de Hannah Hooper (voix et clavier), Christian Zucconi (voix et guitare), Daniel Gleason (voix et basse), Andrew Wessen (voix et guitare) et Ryan Rabin (batterie). Le single Tongue Tied (2011) issu de l'album Never Trust a Happy Song est leur principal succès.

## Biographie

### Formation (2009–2010)
Grouplove se forme grâce à une amitié entre cinq membres. Hooper fait la rencontre de Zucconi au Lower East Side de Manhattan après avoir entendu de quoi il était capable au sein de son ancien groupe ALOKE. À peine rencontrés, Hooper invite Zucconi à Crete pour la fin de la semaine. Ici, ils font la rencontre du reste du groupe, Andrew Wessen, Ryan Rabin, et Sean Gadd. Rabin, un batteur et producteur accompli, a grandi à Los Angeles avec Wessen, un surfeur et guitariste. Rabin vient d'une famille musicale – son père est Trevor Rabin, ancien guitariste de Yes. Sean Gadd, auteur et guitariste de Londres, est aussi issu de cette commune.
Une amitié sans faille prend rapidement forme entre les membres, mais ne forment aucun groupe avant l'année suivante où ils voyageront à Los Angeles pour enregistrer au studio de Rabin. Leur premier concert s'effectue au El Cid de Los Angeles le 10 mai 2010. Plus tard, ils jouent avec Florence and The Machine sur la côte Ouest, et The Joy Formidable sur la côte Est. En novembre, Nylon Magazine reconnait Grouplove comme « l'un des 20 meilleurs groupes de l'année ».
Avant de signer avec Canvasback/Atlantic Records, le groupe se retrouve en manque d'argent, et doit vendre sa chanson Getaway Car à How to Make it In America" pour renflouer les caisses. Finalement, ils signent et décident de publier l'EP, Grouplove, le 25 janvier 2011. En 2011, le groupe tourne avec Foster the People, et participe au Lollapalooza, Outside Lands Music and Arts Festival, Reading and Leeds Festivals, et Glastonbury.

### Never Trust a Happy Song(2011)
Le groupe publie son premier album, Never Trust a Happy Song, le 13 septembre 2011 chez Canvasback/Atlantic Records. Il compte quatre singles – notamment Colours (qui est utilisé dans le jeu vidéo FIFA 12), et Tongue Tied (numéro un de l'US Alternative Chart et utilisé pour des publicités dont celles d'Apple et Coca-Cola). En soutien à l'album, le groupe tourne en Amérique du Nord à la fin de l'année avec Two Door Cinema Club. En décembre, le groupe joue au KROQ Almost Acoustic Christmas, qui prend place au Gibson Amphitheatre, de Universal City, en Californie. Le 3 janvier 2012, le groupe joue à guichet fermé en Australie, au Factory Theatre de Sydney, et continue de tourne en Europe en février. Le groupe joue aux États-Unis à la fin 2012le 6 mars à Burlington, dans le Vermont, en soutien à Young the Giant. Ils font une halte au Coachella Valley Music and Arts Festival, Sasquatch! Music Festival, et au Bonnaroo Music and Arts Festival.

### Spreading Rumours(2012–2016)

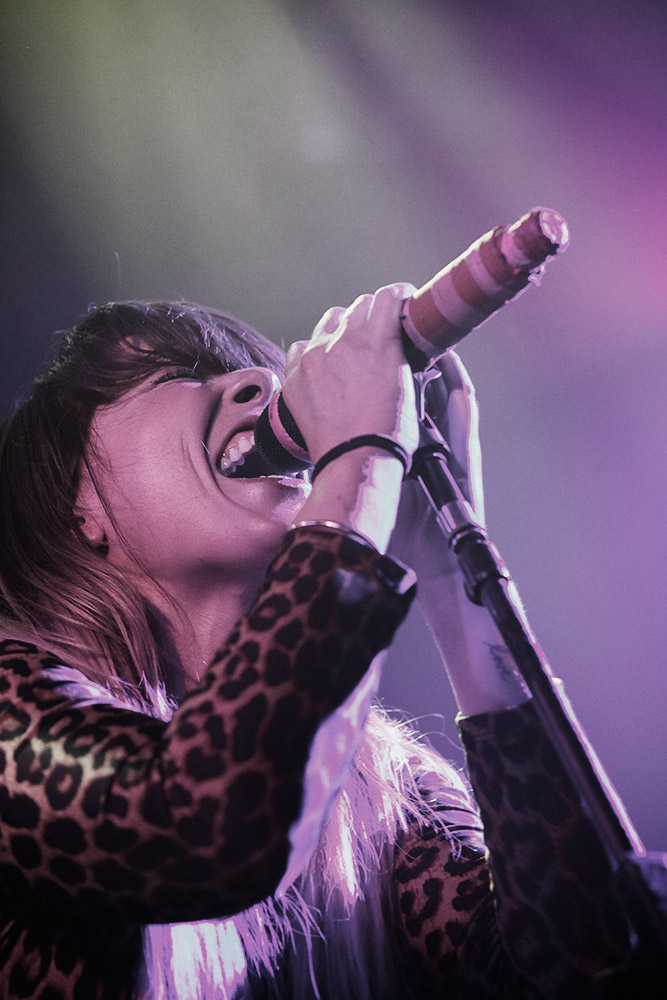
Hannah Hooper of Grouplove au Troubadour de Los Angeles le 17 septembre 2013.

Grouplove organise leur tournée Close Your Eyes and Count to Tour Tour le 25 septembre 2012 au Roseland Theater de Portland (Oregon) traversant le pays avec Alt-J et MS MR. Le 20 avril 2013, Grouplove publie Make It To Me en collaboration avec le Manchester Orchestra. TIls annoncent leur deuxième album, et tournent le clip du morceau Ways To Go, le 10 juin 2013. Le 17 septembre 2013, leur deuxième album, Spreading Rumours, est publié. Le même jour, Grouplove joue à guichet fermé au Troubadour de West Hollywood avec le groupe australien The Rubens. Ils embarquent ensuite dans une tournée américaine de 18 dates, le Seesaw Tour, dans neuf villes, avec The Rubens.
À la fin 2013, Grouplove tourne avec Daniel Gleason. Gleason tournera de nouveau avec le groupe en 2014 avec MS MR.
Le groupe joue à plusieurs festivals en 2014, comme le Bonnaroo, Lollapalooza, Firefly Music Festival et le Coachella, et joue en tête d'affiche au Honda Civic  à la fin août et début septembre avec Portugal. The Man. En tournée, ils reprennent le single Drunk In Love de Beyoncé. En 2014, Grouplove présente I'm With You, un bref documentaire autobiographique sorti par Atlantic Records. Le groupe contribue avec la chanson Let Me In à la bande-son du film The Fault In Our Stars.

### Big Mess(depuis 2016)
Grouplove publie son troisième album, Big Mess, le 9 septembre 2016. Le 15 juillet 2016, le groupe sort le single Welcome to Your Life. Ils annoncent aussi une tournée mondiale qui commencera dès août 2016,. Le 22 avril 2017, Grouplove sort un EP intitulé Little Mess.

## Membres

### Membres actuels
- Christian Zucconi – chant, guitare (depuis 2009)
- Hannah Hooper – chant, claviers (depuis 2009)
- Andrew Wessen – guitare, claviers (depuis 2009)
- Ryan Rabin – batterie, autres (depuis 2009)
- Daniel Gleason – basse (depuis 2014)

### Ancien membre
- Sean Gadd – basse, chant (2009-2014)

## Discographie
- 2011 : Never Trust a Happy Song
- 2013 : Spreading Rumours
- 2016 : Big Mess
- 2017 : Little Mess (EP)
- 2020 : Healer